# メーターの東京レース
『メーターの東京レース』（メーターのとうきょうレース、原題：Tokyo Mater）は、ピクサーによる2008年公開の短編アニメーション映画である。日本では2009年8月1日に公開された。

## 概要
ディズニーデジタル3-D (Disney Digital 3-D)で製作された初めての短編作品。映画『カーズ』のスピンオフ「カーズトゥーン メーターの世界つくり話」 (Cars Toons) のシリーズ4作目にあたる。舞台は日本の東京で、日本語で書かれたネオン看板や東京タワーなどの建造物が登場するが、あくまでメーターが語る想像上の東京となっている。その原題も含め「ワイルドスピードX3 TOKYO DRIFT」を思わせる公道レースシーンが多々見受けられる。「世界つくり話」シリーズでは唯一、本当にメーターの作り話であるかの様な終わり方をしている。
2008年11月21日に公開されたウォルト・ディズニー・ピクチャーズ製作のCGIアニメ映画『ボルト』に、12月12日から同時上映された。

## あらすじ
ある日のラジエーター・スプリングス。ブーストら日本車3台がドリフトして通過し、シェリフに「外車ども（import punks）」と追われる光景を見たメーターが「俺昔、外車（import）だった」とマックィーンに話し、その内容を語り出す。
メーターが砂漠道で立ち往生していたイトウさんに出会い、彼を出身地まで牽引し、そのまま海を渡って東京に到着。東京の改造車たちに見とれていたメーターは改造車のカブトにバンパーを接触したことでドリフトレースを挑まれる。イトウさんからの助言でメーターは改造を施されて、レースに出場。
東京タワーの頂上がゴールのドリフトレースは、勝者には「ドリフト王」の称号が授けられ、敗者はパーツを剥されノーマルに戻されるもので、メーターはカブトとの一騎打ちに挑む。

## 登場人物

### ラジエーター・スプリングス
メーター
このストーリーの主人公。暴走族たちのドリフトを見て、東京でドリフトレースをしたことをマックィーンに語り出す。
彼の話の中では、カブトとのストリートレースのためにスポーツコンパクト風の改造を施されて「外車」となり、錆びる前と同じ様な水色のボディカラーに塗り直されて、両横には“トマト”の文字が書かれている。取り付けられたボンネットやエアロパーツはレース中の衝撃で外れ、終盤ではカラー以外は殆ど元の姿に戻っている。
ライトニング・マックィーン
映画本編の主人公で、メーターの親友。メーターの妄想の世界では「ライトニング・ドラゴン・マックィーン」として登場させられ、その世界ではウイングにメッシュホイールの装備で、龍のステッカーが貼られており、メーターの邪魔をする忍車軍団をカンフーアクションで倒したり、メーターを東京タワー近くまで飛ばした。『カーズ2』ではこのライトニング・ドラゴン・マックィーンによく似たレーシングカースタイルで登場する。
シェリフ
ラジエーター・スプリングスの老パトカー。「フローズV8カフェ」に入り、ラジエーター・スプリングスの住民に挨拶するが、暴走車たちを目撃した時点で追跡を始める。
ブースト、ウィンゴ、DJ
映画本編に登場した暴走族。メーター達のいるフローズV8カフェを直線ドリフトで通過した後、シェリフに追いかけられる。普段一緒にいるスノット・ロッド（プリムス・AARクーダ）は登場していない。また東京でのエンディングシーンで、DJが後姿で登場している。
グイド
最後にメーターを木箱のエアロパーツで「改造」した。この時に話す台詞は、珍しくイタリア語ではない。
ルイジ、フロー、ラモーン、フィルモア、サージ
その他のラジエーター・スプリングス住民。フローズV8カフェにて休憩をしながら、メーターとマックイーンの会話を耳にする。サリー（ポルシェ・911 996）とドック（ファビュラス・ハドソン・ホーネット）、マック（マック・スーパーライナー）とリジー（T型フォード）、レッド（アメリカン・ラフランス消防車）は登場していない。

### 東京
イトウさん
砂漠で立ち往生していたところをメーターに助けられ、東京へと牽引してもらう。車体はトヨタ・センチュリーに似ており、バンパーから髭らしきものが垂れ下がっている。英語版では日本なまりの英語で話すが、ところどころで日本語も混じっており、日本語版以外の同作品でも、一部のセリフは各国語の吹き替え声優による日本語で話されている（「ドウモ、アリガトウ」の台詞は、日本語版では「かたじけない」となっている）。
名前の由来は、英語版の声優を演じている「ロバート・イトウ」の名前から。
カブト
本作のディズニー・ヴィランズ。ブーストと同型の改造車（相違点は車体のカラーや瞳の色、ウイング、マフラーなど）。彼のフロントバンパーにメーターのテールが軽く触れたことが発端となり、勝負に負けたら外装をノーマルに戻すレースを仕掛ける。バトルをした結果メーターに逆転負け、最終的にノーマルの状態にされてしまう。初めは日本語で話していたが、英語版ではメーターに日本語が通じなかったので、日本なまりの英語に変わる。『カーズ2』にもカメオ出演として登場する。
ミアとティア
映画本編にも登場した双子のマツダ・MX-5 ミアータ（日本名：マツダ・ユーノスロードスター）だが、瞳が大きくなっている。2台共、初めはドアに片仮名で名前が書かれていたが、メーターの改造と同時にトマト模様になり、リヤスポイラーとタイヤも白から黄緑色に変わった。
サムライ・ピッティ(テキ＆パキ)
イトウさんの左右に2台登場。車体はグイドにそっくりで、“改造”の文字が書かれた鉢巻きをしている。メーターをレース仕様に改造する。
トーキョー・ポリス(パトカー)
日本の警視庁のパトロールカー。レース中に道路を逆走していたメーターを発見して追跡する。しかしドーナツが大好きで、メーターを追跡して入ったドーナツショップで、メーターを放って他のパトカーと共にドーナツターンを始めた。
忍車
本作の他のディズニー・ヴィランズ。カブトの部下で4台登場。ウインドシールド上部に「忍車」の文字がある。車体はウィンゴ（日産・S15シルビア）と同型。集団でメーターに襲い掛かるが、最後はマックィーンのカンフー技で吹き飛ばされる。
シティー・サン・クレーン
工事現場で登場するクレーン車で、顔はコンバインのフランクに似ている。同型が多くいる。メーターとマックィーンの走るところを見て、ボディを動かしたことで誤ってオイルや土管を落としてしまう。
ヨコザ、コモド、ヨウジンボウ
東京にて登場する改造車。ヨコザとヨウジンボウはDJ（サイオン・xB）、コモドはウィンゴ（日産・S15シルビア）と同型。ヨコザは『カーズ2』にカメオ出演として登場する。
チョウ、キャンデー、マンジ、カーレース、タビヌ、バイバイカー
東京にて登場する改造車。キャラクターの名前はダイキャストミニカーより判明。バイバイカー以外は日本未販売のゲームCars:Mater-National Championshipのキャラに類似している。
芸者カー
東京にて登場する芸者の格好をした車。3台登場する。
ドーナツ販売員
トーキョー・ポリスがドーナツターンをするドーナツショップのレジに登場するフォークリフト。車体はノット・チャックと同型。
ヴァンさん
一瞬だが、メーターが対向車線を走るとき、避けようとする一般車。映画本編に出て来たミニバン夫婦のヴァンに似ているが車体の色が明るい。
マイク・ワゾウスキ、ジェームズ・P・サリバン
和食店「ハリーハウゼン」店内に一瞬登場。映画本編に登場したモンスターズ・インク（モンスターズ・トラック・インク）の二人の主人公の車版。同じく映画本編に登場したイエティは登場していない。

## キャスト（声の出演）
| 役名                       | 原語版声優                                                  | 日本語吹替                                                           |
| -------------------------- | ----------------------------------------------------------- | -------------------------------------------------------------------- |
| メーター                   | ラリー・ザ・ケーブル・ガイ                                  | 山口智充                                                             |
| ライトニング・マックイーン | キース・ファーガソン                                        | 土田大                                                               |
| ミア                       | リンジー・コリンズ                                          | 吉田仁美                                                             |
| ティア                     | エリッサ・ナイト                                            | 吉田仁美                                                             |
| カブト                     | マッハ・トニー・コバヤシ                                    | 落合弘治                                                             |
| イトウさん                 | ロバート・イトウ                                            | 石住昭彦                                                             |
| グイド                     | グイド・カローニ                                            | 多田野曜平                                                           |
| テキ                       | ヘンリー・リー                                              | 多田野曜平                                                           |
| パキ                       | ヘンリー・リー                                              | 多田野曜平                                                           |
| パトカー                   | ヘンリー・リー                                              | 桑原敬一                                                             |
| シェリフ                   | マイケル・ウォリス                                          | 池田勝                                                               |
| ウィンゴ                   | エイドリアン・オチョア                                      | 乃村健次                                                             |
| その他                     | ピーター・ソーン ボブ・ピーターソン 小西園子 ボブ・スコット | 瑚海みどり 中島絵美 世戸さおり 東條加那子 一馬芳和 安達貴英 荻野晴朗 |

## スタッフ
- 監督 - ジョン・ラセター
- 共同監督 - ロブ・ギブス、ヴィクター・ナヴォーネ
- プロデューサー - コーリー・レイ
- 音楽 - BT
- 日本語版演出 - 木村絵理子

## トリビア
- メーターが東京湾から上がるシーンの背景に、『トイ・ストーリー』や『カーズ』に登場するダイナコ石油の看板が見える。
- ビルのビジョンにマックィーン失踪時の報道番組と同じチャンネルのような映像が流れている（背景にはカブトらしきスポーツカーに「ドリフトキング・オブ・トーキョー開催!!」とのテロップ）。
- BNL社が登場する。
- 『モンスターズ・インク』に登場した和食店「ハリーハウゼン」が登場し、店内に『モンスターズ・インク』のマイクとサリーが一瞬ながらカメオ出演する。
- ライトニング・マックイーンの声は、『カーズ』本編で担当したオーウェン・ウィルソンではなく、キース・ファーガソンが演じている。
- カブトの声を担当したマッハ・トニー・コバヤシは2001年から2013年までピクサーに在籍していたスタッフで、エフェクトアニメーターを担当。
- メーターが東京に来たときのBGMは日本語の歌だが、エンディング・スタッフロールで使用されたBGMは朝鮮語の歌である。
- 妄想の世界での東京の大抵の情景的な車の瞳が通常よりも大きく、色も日本特有の茶色でなく、自由になっている[7]。
- 東京が舞台の一つとして登場する『カーズ2』では、本作に登場する妄想の東京で出てきた看板がいくつか使用されている。また、カブト、ヨコザ、4台のギャルカー[8]がカメオ出演する。